# سكوت كام
سكوت كام (بالإنجليزية: Scott Cam)‏ هو مقدم تلفزيوني أسترالي، ولد في 25 نوفمبر 1962 في سيدني في أستراليا.

## وصلات خارجية
- سكوت كام على موقع IMDb (الإنجليزية)
- سكوت كام على موقع قاعدة بيانات الفيلم (الإنجليزية)